# 大河内一郎
大河内 一郎（おおこうち いちろう、1905年11月14日 - 1985年5月22日）日本の医師、医学博士、開業医、社会事業家。茨城県鹿島町（現・鹿嶋市）出身。日本医科大学卒。
私財を投じ、福島県平市(現・いわき市)に、東北・北海道で最初の肢体不自由児施設・福島整肢療護園を開設。　医療と教育を通して、障害者の自立のためにつくした。

## 経歴

### 生い立ち
1905年茨城県鹿島町（現・鹿嶋市）生まれ。　父・大河内友蔵は、鹿嶋市で剣道・柔道を教えていた。不二心流の大河内縫殿三郎・門人　藤城吉高、及び大河内正道に同流剣法を学ぶが、その後、正道の養子となり、不二心流五代目免状を受領し、大河内友蔵と名を改める。　鹿島神傳直心陰流・榊原健吉、一刀正傳無刀流・山岡鉄舟のもとでも修行して取立免状を受領する。一郎が3歳の時に、福島県立磐城中学校の武道教師となり、福島県平町（現いわき市平）に移住する。　幼少の頃からこの父の厳しい剣道の指導を受ける。
1931年に日本医科大学を卒業、医師免許を取得した後、1934年に大河内医院（整形外科）を平町才槌小路にて開業。1939年に満州国に渡りハルピン病院に1年3ヵ月勤務するも日本に帰国して、1943年に日本医科大学の医学博士の学位を取得する。論文の題は「種々なる姿勢における脊柱の変化ならびに呼吸瓦斯代謝の影響に就いて」。翌1944年軍医として応召、フィリピン方面に向かう。1945年フィリピン・ルソン島にて終戦を迎えるが、敵軍に捕らわれないように数か月間森林の中で逃避するが俘虜となる。この間、軍医として前線で活動するも次々と若い兵士が亡くなる光景を目の当たりにして、医者としての自分の無力さを感じる。2年後日本に帰国。1961年に大河内病院（現：内郷御厩町）を設立する。

### キリスト教信仰
17歳の時に救世軍の路傍伝道に会いキリスト教信仰に入ったが、戦後日本に帰国後、平キリスト教青年会会長に推され熱心に活動をし始める。戦争から無事生還したことが神から与えられた第2の人生だと感じ、1950年、聖書的信仰に基づいて社会福祉事業をするため財団法人いわき福音協会（現：社会福祉法人）を設立して理事長となる。同年、宣教師アリス・フェンソム師を迎え、平自由メソジスト教会を開く。1954年、平市杉平に土地を購入して平自由メソジスト教会会堂を建設する。医療と教育を結び付ける事業をすると決め、多くの賛同者の協力のもと、社会福祉事業に打ち込んで行く。

### 社会福祉事業
北米在住の坂本儀助氏より郷里の宅地寄贈もあり、1951年小島記念館を竣工し、小島保育園を開所。信仰に基づいた保育を信念として、養護と教育が一体となり、豊かな人間性を持った子供を育成することを目指した。1952年、東北・北海道で初の肢体不自由児施設、福島整肢療護園を開所して園長となる。終戦後、肢体不自由の多くの子ども達は人目につかないようにと自宅から外出せず適正な教育も受けられずにいた。そこで医療と教育を通して障害者の自立を図るべく、肢体不自由の子どもをもつ家庭を一軒一軒訪れ、療護園の入園を勧め説得して回る。1955年、福島県肢体不自由児協会を設立して常務理事となる。現状を多くの人々に理解してもらうため、映画『光の歌』（1954年）、『光の丘の子どもたち』（1956年）を製作。映画を携え宣教師ニコルソン氏とアメリカ各地を回り募金活動を行う。1956年には重度脳性マヒ児のための「グリーンハウス」を建設する。その後、福島整肢療護園内の養護学級が福島県立養護学校（現：福島県立平支援学校）となり開校（1960年）、重度病棟を完成（1966年）、重度身体障害者授産施設　「カナン村」を開所（1973年）、精神薄弱者更生施設 「はまぎく荘」を開所（1979年）、精神薄弱者通勤寮 「はまゆう」を開所（1983年）など、精力的に動き回った。その後、73ヶ月の療養生活を送り、1985年、召天する。
これらの活動は1人で成し得たことでなく、多くの支援があっての社会事業である。　平市有地の無償貸与（のちに無償交付）により福島整肢療護園の構想が実現し、幾度もの資金難を募金で乗り越え、予定を遅れながらも開園した。多くの方々の個人募金、寄付を始め、いわき市、常磐炭坑、アメリカ各地の教会、ハワイ・プナホスクール、ハワイ・マキキ教会等々の多くの賛同者に支えられた。

## 受賞・受章
- 福島県知事表彰 (1962年)
- 第2回いわき民報賞 (1972年)
- 日本肢体不自由児協会　高木賞 (1973年)
- 読売新聞社　医療功労賞 (1974年)
- いわき市市政功労賞 (1974年)
- 厚生大臣表彰 (1975年)
- 勲四等瑞宝章 (1976年)

## 著書
- 歌集『人魚』
- 詩集『雑木林』福島県文学準賞
- 小説『蕗の塔』福島県文学準賞
- 詩集『シオンの丘』

## 映画
- 『光の歌』 文部省選定映画、厚生省推薦映画
- 『光の丘の子供たち』
- 『明日を待つ子供たち』日本大学映画部　制作

## その他
- 真尾悦子『光の丘療護園　千人の父』 新潮社 1986年